# توقو باسکی

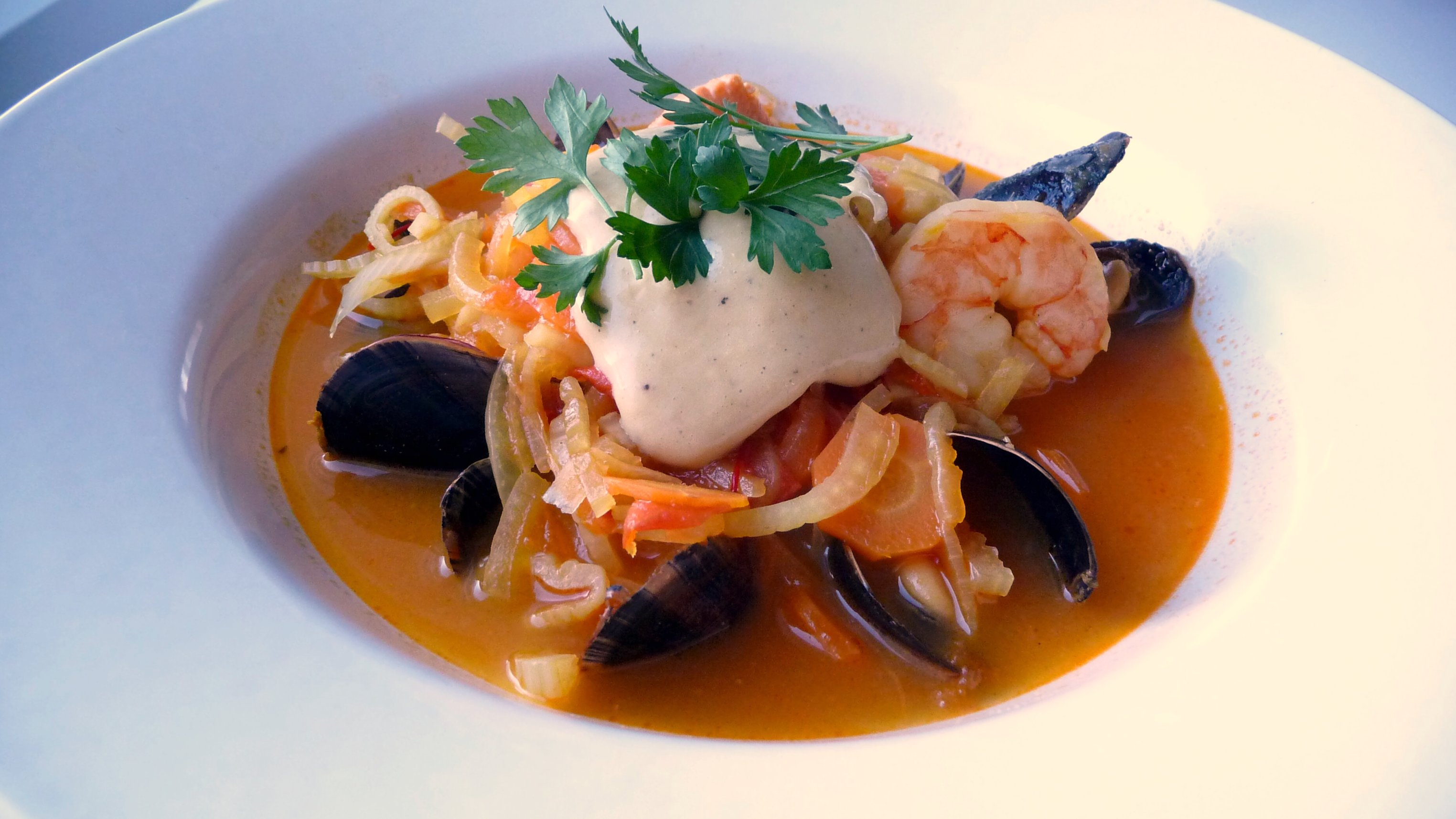

توقو باسکی یا سوپ ماهی یک سوپ ویژه از غذاهای منطقه باسک است که بر اساس سوپ ماهی از سخت پوستان و صدف‌ها تهیه می‌شود. این سوپ از ماهی‌های مخلوط درست می‌شود. ماهی‌هایی نظیر مارماهی بزرگ، کفال قرمز، گورنارد، صدف، خرچنگ، عقرب ماهی و غیره. این سوپ در روغن زیتون، شراب سفید، پیاز، گوجه فرنگی، فلفل قرمز، سیب زمینی، جعفری، سیر، نمک، فلفل پخته می‌شود. اصالت سوپ ماهی توقو به منطقه سیبوره و سن-ژان-دو-لوز بر می‌گردد.